# Túnez en los Juegos Olímpicos de Múnich 1972
Túnez estuvo representado en los Juegos Olímpicos de Múnich 1972 por un total de 35 deportistas masculinos que compitieron en 5 deportes.

## Medallistas
El equipo olímpico tunecino obtuvo las siguientes medallas:
| Nombre         | Deporte   | Competición |
| -------------- | --------- | ----------- |
| Oro            |           |             |
| —              |           |             |
| Plata          |           |             |
| Mohamed Gamudi | Atletismo | 5000 m M    |
| Bronce         |           |             |
| —              |           |             |